# Prairie Grove (Arkansas)
Prairie Grove – miasto w Stanach Zjednoczonych, w stanie Arkansas, w hrabstwie Washington.